# Taxaceae
Las taxáceas (nombre científico Taxaceae) están mayormente compuestas por una capa sólida en la parte exterior de la hoja, son diminutas ya que por su tamaño pueden hacer mayores funciones. Hojas lineales, largas,  aplanadas, enteras, agudas en el ápice, son de óvulos solitarios sin conos, y semillas con una sólida y pequeñas cubierta externa dura asociada a un arilo carnoso usualmente brillantemente colorido. Son mayormente del Hemisferio Norte y Sur, ya que por la evolución de estas se han ido dispersando.

## Descripción
Árboles de tamaño pequeño a moderado o arbustos, usualmente no resinosos o ligeramente resinosos, con fragancias o no. Madera sin canales de resina. Hojas simples, persistentes por muchos años, que se desprenden de a una, dispuestas en espiral (opuesta en una especie), muchas veces torcidas de forma de parecer dísticas, linealesa, aplanadas, enteras, agudas en el ápice, con 1 o ningún canal de resina. Dioicos (raramente monoicos). Estróbilos de microsporangios con 6-14 microsporofilos, microsporangios 2-9 por microsporofilo, arreglados radialmente alrededor del microsporofilo o limitados a su superficie abaxial, polen sin "sacca". Óvulos solitarios y sin conos, semillas con una cubierta exterior dura, asociada a una arilo carnoso usualmente brillantemente coloreado, cotiledones 2 (ocasionalmente 1 o 3).

## Ecología
Mayormente del Hemisferio Norte, extendiéndose desde el sur de Guatemala hasta Java, con un género endémico de Nueva Caledonia. 
Tienden a crecer en sitios húmedos del fondo de los valles donde se acumula la hojarasca.

## Filogenia

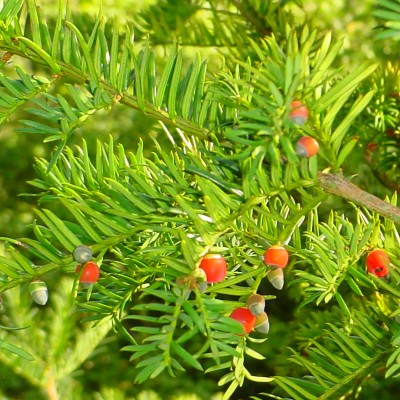
Las hojas con frutos de un Tejo Dorado

Taxaceae es único entre las coníferas en que su semilla solitaria no está asociada a escama del cono. El arilo es un crecimiento del eje bajo la semilla. Algunos sistemáticos han removido a esta familia de las coníferas porque no tiene cono, pero la embriología, la anatomía de la madera, la química, y la morfología de la hoja y del polen atan a esta familia incuestionablemente a las demás coníferas. El cono se piensa que se ha perdido, y la semilla solitaria con el arilo es por lo tanto un carácter derivado.
Las secuencias de ADN, la morfología, la anatomía, y la química de los alcaloides dividen la familia en dos clados, uno incluyendo a Taxus, Austrotaxus y Pseudotaxus, y el otro comprendiendo a Torreya y a Amentotaxus. La familia está aparentemente más cercanamente emparentada a (y puede ser parafilética sin) Cephalotaxaceae, una familia monogenérica del este de Asia que tiene óvulos pareados asociados a un pequeño crecimiento considerado una escama del cono reducida y que crece a lo largo del eje del cono. Usualmente solo una de las dos semillas madura, y desarrollan una cubierta externa jugosa que se asemeja, pero no es homóloga a, el arilo de las taxáceas. Las semillas solitarias y como drupas de muchas Podocarpaceae también se parecen a las semillas ariladas de las taxáceas, pero los datos de secuencias de ADN indican que la carnosidad apareció más de una vez (Stefanovic et al. 1998).

## Taxonomía
La clasificación, según Christenhusz et al. 2011, que también provee una secuencia lineal de las gimnospermas hasta género:
- Familia 12. Taxaceae Gray, Nat. Arr. Brit. Pl. 2: 222, 226 (1822), nom. cons. Tipo: Taxus L. Sinónimos: Cephalotaxaceae Neger, Nadelhölzer 23, 30 (1907). Tipo: Cephalotaxus Siebold & Zucc. ex Endl. Amentotaxaceae Kudô & Yamam., in Kudô, J. Soc. Trop. Agric. 3: 110 (1931). Tipo: Amentotaxus Pilg. Austrotaxaceae Nakai, Tyosen-Sanrin 158: 14 (1938). Tipo: Austrotaxus Compton Torreyaceae Nakai, Tyosen-Sanrin 158: 14, 23 (1938). Tipo: Torreya Arnott

6 géneros, 28 especies, Eurasia a Malesia, Norte de África, Nueva Caledonia, Norteamérica a América Central. Esta secuencia sigue los árboles filogenéticos de Hao et al. (2008). Taxaceae es monofilético cuando Cephalotaxus y Amentotaxus son incluidos (Price 2003). Se puede argüir que los resultados filogenéticos de Hao et al. (2008) sustentan una clasificación alternativa en 3 familias (Taxaceae, Cephalotaxaceae y Amentotaxaceae), pero aquí se optó por una circunscripción más amplia de Taxaceae en lugar de esas pequeñas familias.
- - 12.1. Austrotaxus Compton, J. Linn. Soc., Bot. 45: 427 (1922). Tipo: A. spicata Compton
  - 12.2. Pseudotaxus W.C.Cheng, Res. Notes Forest. Inst. Natl. Centr. Univ. Nanking, Dendrol., ser. 1: 1 (1948). Tipo: P. chienii (W.C.Cheng) W.C.Cheng (≡ Taxus chienii W.C.Cheng) Sinónimo: Nothotaxus Florin, Acta Horti Berg. 14: 394 (1948), nom. illeg.
  - 12.3. Taxus L., Sp. Pl. 2: 1040 (1753). Tipo: T. baccata L. Sinónimo: Verataxus J.Nelson, Pinaceae : 168 (1866). Tipo: Taxus communis J.Nelson (≡ T. baccata L.)
  - 12.4. Cephalotaxus Siebold & Zucc. ex Endl., Gen. Pl. Suppl. 2: 27 (1842). Tipo: C. pedunculata Siebold & Zucc. ex Endl., nom. illeg. (= C. harringtonii (Knight ex J.Forbes) K.Koch ≡ Taxus harringtonii Knight ex J.Forbes)
  - 12.5. Amentotaxus Pilger, Bot. Jahrb. Syst. 54: 41 (1916). Tipo: A. argotaenia (Hance) Pilger (≡ Podocarpus argotaenia Hance)
  - 12.6. Torreya Arnott, Ann. Nat. Hist. 1: 130 (1838), nom. cons., non Raf. (1818, Lamiaceae), non Raf. (1819, Cyperaceae), non Spreng (1820, Verbenaceae), non A.Eaton (1929, Loasaceae), all nom. rej. Tipo: T. taxifolia Arnott. Sinónimos: Tumion Raf., Good Book: 63 (1840), nom. illeg. Tipo: T. taxifolium (Arnott) Greene (≡ Torreya taxifolia Arnott) Struvea Rchb., Deutsche Bot. Herbarienbuch: 222, 236 (1841), nom. rej. Tipo: Torreya taxifolia Arnott Caryotaxus Zucc. ex Henkel & Hochst., Syn. Nadelhölzer: 365 (1865), nom. illeg. Tipo: C. nucifera (L.) Henkel & W. Hochst. (≡ Taxus nucifera L. ≡ Torreya nucifera (L.) Siebold & Zucc.) Foetataxus J.Nelson, Pinaceae : 167 (1866), nom. illeg. Tipo: F. montana J.Nelson, nom. illeg. (≡ Torreya taxifolia Arnott)

## Importancia económica
Taxus es ampliamente cultivado como ornamental y para madera fina en Norteamérica y Europa. Es una de las maderas de coníferas más finas, ahora utilizada en amoblamientos de alta calidad. Torreya es menos importante como ornamental, pero su madera, su semilla comestible, y el aceite de su semilla son valorados en Asia. 
Taxus contiene taxol, uno de los muchos altamente venenosos alcaloides de las hojas, tallos, y semillas. La potente actividad antimitótica del taxol hace que tenga uso en la quimioterapia del cáncer.